# Joaquim Boadas i de Quintana
Joaquim Boadas i de Quintana, (Girona, 2 de febrer de 1971) és un advocat català, i expresident del Girona Futbol Club.
És llicenciat en Dret per la Universitat de Girona i Diplomat en Tècniques tributàries i Assessoria Fiscal Internacional, pel Centre d'Estudis Tècnics Empresarials de Madrid.
Va començar la seva vida professional a l'empresa «Boadas Advocats SL» com a soci i administrador.
De 2003 a 2006 va ser professor a la Universitat de Girona, en Gestió i Administració Pública entre altres matèries.
Des de 2006 i fins a l'actualitat, va entrar a formar part de la FECASARM (Federació Catalana d'Associacions d'Activitats Recreatives Musicals), com a Cap del departament jurídic i secretari general.
Boadas fou el 33è president del Girona FC des del 3 d'abril de 2012. Va formar consell d'administració amb el Vicepresident: Salvador Capdevila i Bas, consellera delegada: Kat Gorska, els vocals Daniel Sambola Cabrer, Ignasi Sambola Cabrer, Carles Lugo Pantoja, M. Creu Guerrero Casamián i Secretari del Consell: Ricard Capdevila Pla.